# إيفانا مادروجا
إيفانا مادروجا (بالإسبانية: Ivanna Madruga)‏ مواليد 27 يناير 1961، هي لاعبة كرة مضرب أرجنتينية سابقة بدأت مسيرتها كمحترفة عام 1978، اعتزلت اللعب في 1986. أعلى تصنيف لها في الفردي كان المركز الـ 17 في سنة 1983.

## نهائيات البطولات الكبرى

### زوجي السيدات (1 الوصافة)
| الحصيلة | السنة | البطولة                  | الأرضية | الشريك          | المنافس             | النتيجة  |
| ------- | ----- | ------------------------ | ------- | --------------- | ------------------- | -------- |
| الوصافة | 1980  | دورة رولان غاروس الدولية | ترابية  | أدريانا فياغران | كاثي جوردان آن سميث | 6–1, 6–0 |

## روابط خارجية
- إيفانا مادروجا على موقع رابطة محترفات التنس (الإنجليزية)
- إيفانا مادروجا على موقع الاتحاد الدولي لكرة المضرب (الإنجليزية)
- إيفانا مادروجا على موقع كأس بيلي جين كينغ (الإنجليزية)
- إيفانا مادروجا على موقع خلاصة التنس.كوم (الإنجليزية)